# هایاکاوا دونو

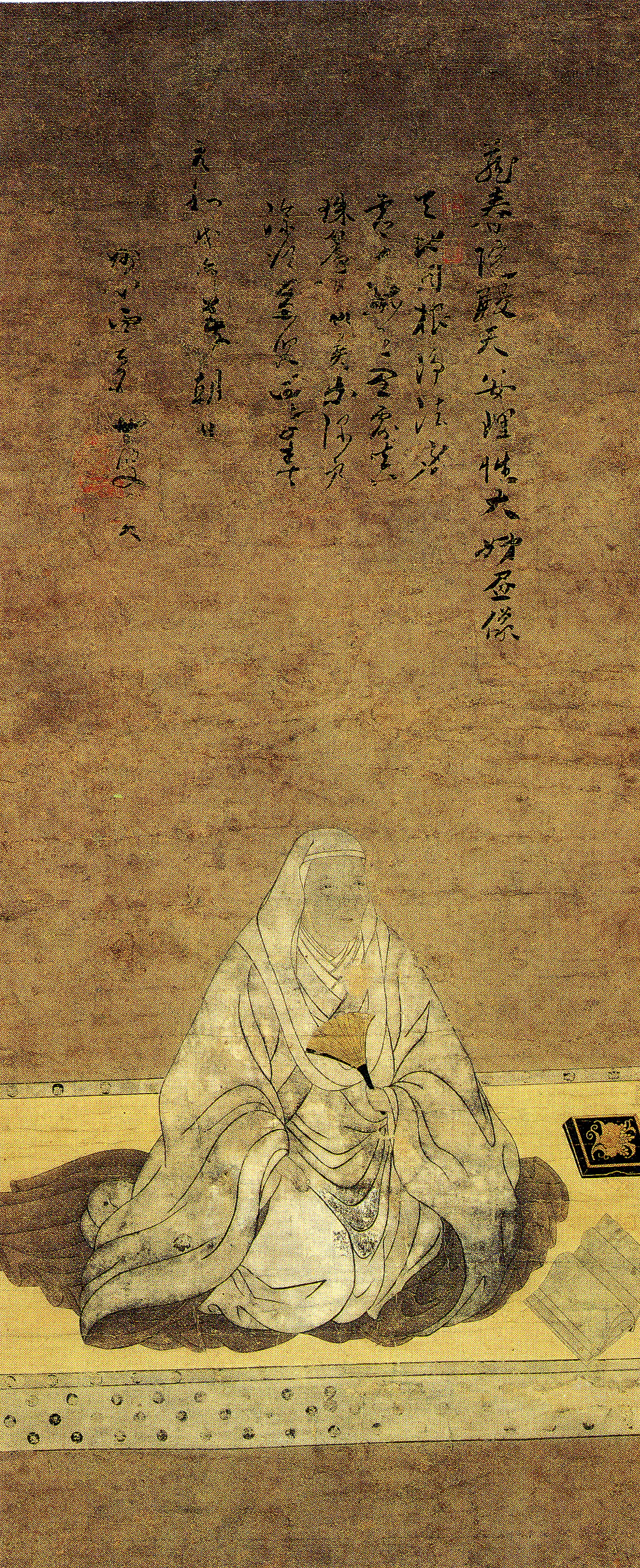

هایاکاوا دونو (به ژاپنی: 早川殿, Hayakawa-Dono) یک زن ژاپنی و از اشراف (آریستوکراسی (طبقه)) از دوره سنگوکو بود. «هایاکاوا» یک نام مستعار رایج برای یکی از دختران دایمیو هوجو اوجی‌یاسو است که در دوره‌های اولیه دوره ادو زندگی می‌کردند. او همسر اصلی ایماگاوا اوجیزانه بود.